# Xã Jennings, Quận Decatur, Kansas
Xã Jennings (tiếng Anh: Jennings Township) là một xã thuộc quận Decatur, tiểu bang Kansas, Hoa Kỳ. Năm 2010, dân số của xã này là 133 người.